# Corin Hardy
Corin Hardy (Regno Unito, 6 gennaio 1975) è un regista britannico.
Attivo dal 2003, Corin si è dedicato inizialmente alla direzione di corti, per poi cimentarsi nel lungometraggio ed ottenere il primo ingaggio di rilievo nel 2015 con il film The Hallow, che contribuì anche a scrivere. Principalmente le sue realizzazioni in ambito cinematografico si attestano nel genere horror.

## Biografia
Hardy iniziò la sua carriera all'età di dodici anni come creatore di effetti speciali, un monster-maker che lavorava in una rimessa per biciclette, e girando con i suoi compagni di scuola dei corti su pellicola Super 8.
Il primo lavoro per il grande pubblico, cioè il film horror The Hallow, è stato distribuito nel 2015, malgrado avesse intrapreso il percorso da regista già nel 2003. Sempre nel 2015 è membro della giuria per il concorso principale del 33° Torino Film Festival.
Nel 2018 si ha il suo secondo lavoro: l'horror The Nun - La vocazione del male, uno spin-off del film The Conjuring - Il caso Enfield.
Dal 2020 al 2022 è stato regista della serie televisiva Gangs of London, prodotta da Sky Studios, che ha ottenuto un giudizio positivo al 78% su Rotten Tomatoes.

## Filmografia

### Cinema
- The Hallow (2015)
- The Nun - La vocazione del male  (The Nun) (2018)

### Televisione
- Gangs of London – serie TV, 8 episodi (2020-2022)